# 彼得·海萊恩
彼得·海萊恩（德語：Peter Henlein，1485年—1542年8月），德國紐倫堡的鎖匠和鐘錶匠，通常被認為是手錶的發明者。他是最早制造小型裝飾性攜帶式鐘錶的工匠之一，這些鐘錶通常作為吊墜佩戴或貼在衣服上，被視為最早的手錶。許多消息來源也錯誤地將他稱作是發條的發明者。